# Гастарбайтер (фильм, 2009)
«Гастарбайтер» — фильм режиссёра Юсупа Разыкова (2009).

## Сюжет
Старик едет в Москву из кишлака разыскивать своего пропавшего внука, которого дома ждут мать и невеста. Он привозит с собой сумку с наркотиками и попадает под облаву ОМОНа, однако из милиции его выпускают. Он начинает долгие поиски с проституткой, готовой ему помочь. Они приезжают в Подмосковье на дачу к молдавским гастарбайтерам, а затем к бывшему следователю,  который вёл дело о предательстве старика во время войны. Дед не находит внука, но узнаёт его тайну.

## Награды и премии
- Приз за лучшую женскую роль на фестивале «Евразия»-2010 — Дарья Горшкалева

## Критика
- Алёна Солнцева («Сеанс»):«"Гастарбайтер" Юсупа Разыкова — не авторское кино. Это вполне жанровый фильм, мелодрама, с приключениями и хорошим концом...Этот старик Хоттабыч целиком взят из советского мифа, хорошо разработанного кинематографом, — вот только помещен он в иную среду, где смотрится странно и неправдоподобно. Сюжет хромает, логика нарушена, концы с концами не сходятся...»[1]
- Наталья Сиривля («Искусство кино»):«Если закрыть глаза на рыхлую, аморфную, по-сериальному небрежную драматургию, «Гастарбайтер», в общем-то, неплохое кино. Точное по фактурам, по настроению. Тут зрячая камера, которая тонко чувствует и любит актеров. Удивительный Бахадыр Болтаев, самодостаточный и прекрасный, как благородный олень посреди заплеванной городской площади. Трогательная, отчаянная и бесшабашная Дарья Горшкалева. Разыков-режиссёр на порядок сильнее Разыкова-сценариста, и потому многому в фильме охотно веришь».[2]